# チュイルリー公園の鳥使い

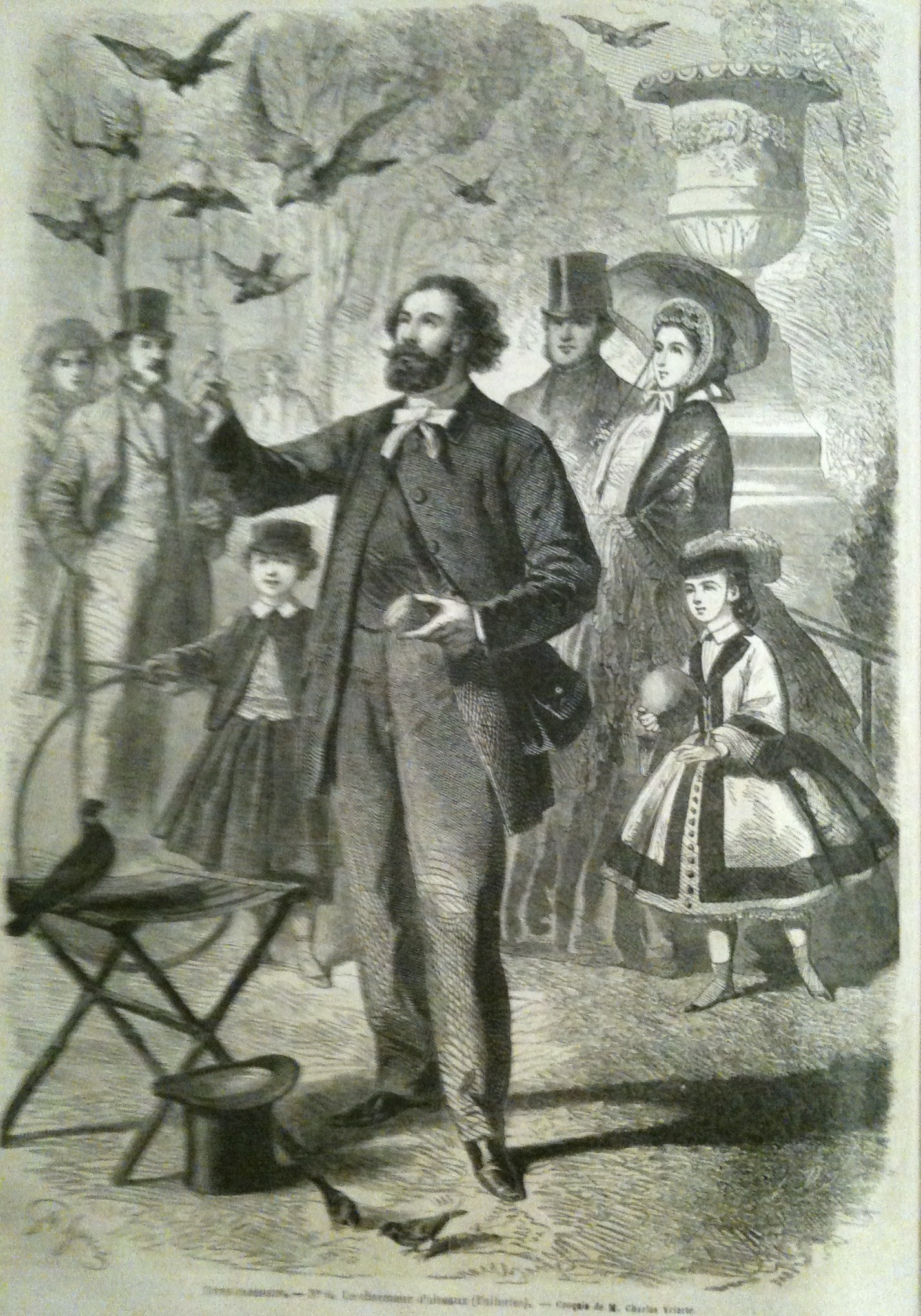
チュイルリー公園の鳥使い

チュイルリー公園の鳥使い（チュイルリーこうえんのとりつかい、仏: Le charmeur d'oiseaux des Tuileries、英: The Tuileries Bird Charmer）は、パリの新聞、「ル・モンド・イリュストレ」の編集者、シャルル・イリアルトが編集した「街の有名人たち」（仏: Les Célébrités de la rue、英: Celebrities of the Street、1868年）に掲載された版画作品である。
チュイルリー公園（fr:Jardin des Tuileries）はフランス・パリのルーヴル宮殿とコンコルド広場の間にある。